# Open Sesame (Kool & the Gang)
Open Sesame è l'undicesimo album dei Kool & The Gang, uscito nel 1976. La traccia porta il nome dell'album ed in quell'anno ottenne un certo successo, inizialmente come primo singolo R&B, poi in seguito come colonna sonora del film La febbre del sabato sera. Nella classifica "Super Band" ha anche raggiunto la R&B top venti. L'album era il secondo dei due pubblicati dalla band nel 1976.

## Tracce
1. Open Sesame
2. Gift of Love
3. Little Children
4. All Night Long
5. Whisper Softly
6. Super Band
7. L-O-V-E
8. Sunshine